# حمض 4،2-ثنائي كلورو فينوكسي الأسيتيك
حمض 4،2-ثنائي كلورو فينوكسي الأسيتيك هو مركب عضوي له الصيغة الكيميائية C8H6Cl2O3، وهو مبيد أعشاب جهازي يقتل معظم الحشائش عريضة الأوراق عن طريق التسبب في نمو غير متحكم فيه، إلا أن معظم الأعشاب مثل الحبوب والأعشاب والمراعي لا تتأثر به نسبيًا.
يُعد مركب حمض 4،2-ثنائي كلورو فينوكسي الأسيتيك واحدًا من أقدم مبيدات الأعشاب ومزيلات الأوراق وأكثرها انتشارًا في العالم، وهو متوفرة تجاريًا منذ عام 1945، وتُنتجه حاليًا العديد من الشركات الكيميائية منذ أن انتهت صلاحية براءة اختراعه منذ فترة طويلة. كما يمكن العثور على مركب حمض 4،2-ثنائي كلورو فينوكسي الأسيتيك في العديد من مخاليط مبيدات الأعشاب التجارية، والتي تُستخدم على نطاق واسع كمبيدات للأعشاب في محاصيل الحبوب، والمراعي، والبساتين، إذ يحتوي ما يزيد عن 1500 منتج من مبيدات الأعشاب على مركب حمض 4،2-ثنائي كلورو فينوكسي الأسيتيك كمكوِّن فعال.

## لمحة تاريخية
اكتُشف مركب حمض 4،2-ثنائي كلورو فينوكسي الأسيتيك بالإضافة إلى مبيدات الأعشاب التي تحتوي مركبات حمض 2،4،5-ثلاثي كلوروفينوكسي الأسيتيك، وحمض 2-ميثيل-4-كلوروفينوكسي الأسيتيك خلال الحرب العالمية الثانية، وكانت حالة اكتشاف متعدد قامت بها أربع مجموعات تعمل بشكل مستقل في ظل سرية زمن الحرب في كل من المملكة المتحدة والولايات المتحدة الأمريكية، وهم:
- ويليام ج. تمبلمان وزملاؤه في شركة إمبريال للصناعات الكيماوية في المملكة المتحدة.
- فيليب س. نوتمان ومساعدوه في معهد روثامستد للأبحاث في المملكة المتحدة.
- فرانكلين د. جونز وشركاؤه في شركة الدهانات الكيميائية الأمريكية.
- عزرا كراوس وجون دبليو ميتشل وزملاؤهم في جامعة شيكاغو ووزارة الزراعة الأمريكية.

كانت المجموعات الأربع تخضع لقوانين السرية في زمن الحرب ولم تتبع الإجراءات المعتادة للنشر والكشف عن براءات الاختراع، إلى أن قام العاملين في معهد روثامستد في ديسمبر 1942 بعد اجتماع في وزارة الزراعة البريطانية بالانضمام إلى فريق شركة إمبريال للصناعات الكيماوية بهدف تكثيف الجهود. وكان أول منشور علمي يصف بنية مركب حمض 4،2-ثنائي كلورو فينوكسي الأسيتيك ونشاطه في تنظيم نمو النبات هو ما كتبه كل من بيرسي دبليو زيمرمان وألبرت إي هيتشكوك من معهد بويس طومسون، والذان لم يكونا المخترعين الأصليين. نوقشت بعد ذلك جميع المنشورات والاكتشافات المبكرة لحمض 4،2-ثنائي كلورو فينوكسي الأسيتيك.
وجد ويليام تمبلمان أنه عند استخدام حمض إندول 3-الأسيتيك، وهو الأكسين الطبيعي، بتركيزات عالية يمكن أن يوقف ذلك نمو النبات. نشر تمبلمان اكتشافه في عام 1940 بأن حمض إندول 3-الأسيتيك قتل الحشائش عريضة الأوراق داخل حقل للحبوب. وفي نفس الوقت تقريبًا كانت شركة إمبريال للصناعات الكيماوية تعلن عن اكتشاف حمض 2-ميثيل-4-كلوروفينوكسي الأسيتيك.
أدّى بحث مشابه أيضًا في الولايات المتحدة الأمريكية عن حمض له عمر نصف أطول، أي أنّه مركب أكثر استقرارًا من الناحية الأيضية والبيئية، إلى اكتشاف حمض 2،4-ثنائي كلورو فينوكسي الأسيتيك (2،4-د) وحمض 2،4،5-ثلاثي كلورو فينوكسي الأسيتيك (2،4،5-T)، كلا من مبيدات الأعشاب الفينوكسية ونظائرها من مركبات حمض إندول 3-الأسيتيك. نشر روبرت بوكورني الكيميائي الصناعي في شركة سي بي دولغ في ويستبورت بولاية كونيتيكت تركيب هذه المواد في عام 1941.
طُورت جميع الأكسينات الجديدة كجزء من الجهود السرية في زمن الحرب لإنتاج عوامل الحرب الكيميائية أو مبيدات الأعشاب الانتقائية على الرغم من عدم استخدام مركب حمض 4،2-ثنائي كلورو فينوكسي الأسيتيك بهذه الطريقة خلال الحرب. كانت بريطانيا والولايات المتحدة الأمريكية تبحثان عن مادة كيميائية لتجويع ألمانيا واليابان لإجبارهما على الاستسلام عن طريق قتل محاصيل البطاطس والأرز، ولكن وُجد بعد ذلك أن استخدام مركب حمض 4،2-ثنائي كلورو فينوكسي الأسيتيك لن يكون فعالًا لهذا الغرض، لأن كلا المحصولين يتحملان المركب. أطلق مركب حمض 4،2-ثنائي كلورو فينوكسي الأسيتيك تجاريًا كمبيد للأعشاب لمكافحة الحشائش عريضة الأوراق في محاصيل الحبوب مثل الأرز والقمح خلال عام بعد انتهاء الحرب. ثم استُخدم في خمسينيات القرن العشرين في الولايات المتحدة الأمريكية للتحكم في الحجم وتحسين لون الثمار في البطاطس دون التأثير على الإنتاجية.
صدر أول منشور لاستخدام حمض 4،2-ثنائي كلورو فينوكسي الأسيتيك كمبيد أعشاب انتقائي في عام 1944، ثم وُثّقت قدرة حمض 4،2-ثنائي كلورو فينوكسي الأسيتيك في السيطرة على الحشائش عريضة الأوراق في العشب بعد ذلك بوقت قصير من عام 1944. دفعت شركة أميريكان كيميكال بينت في عام 1945 بمركب حمض 4،2-ثنائي كلورو فينوكسي الأسيتيك إلى الأسواق كمبيد للأعشاب تحت الاسم التجاري ويدون، وقد أحدث المبيد ثورة في مكافحة الحشائش، حيث كان أول مركب يمكنه عند استخدام الجرعات المنخفضة التحكم بشكل انتقائي في النباتات ثنائية الفلقة (نباتات عريضة الأوراق)، ولكن ليس معظم النباتات أحادية الفلقة والمحاصيل ضيقة الأوراق مثل القمح والذرة والأرز ومحاصيل الحبوب المماثلة. حل استخدام المركب محل المعزقة في وقت كان العمل فيه نادرًا وكانت الحاجة إلى زيادة إنتاج الغذاء كبيرة.
كان حمض 4،2-ثنائي كلورو فينوكسي الأسيتيك هو أحد المكونات الموجودة في العامل البرتقالي، وهو مبيد أعشاب استخدم على نطاق واسع أثناء فترة الطوارئ الملايوية وحرب فيتنام. إلا إن أحد مكونات العامل البرتقالي الأخرى، وهو مركب  2،3،7،8-رباعي كلورو ثنائي بنزو الديوكسين الذي يعتبر ملوثًا، كان سبب الآثار الصحية الضارة المرتبطة بالعامل البرتقالي.
طوّرت شركة داو في العقد الأول من القرن الحادي والعشرين نسخة جديدة من ملح الكولين لمركب حمض 4،2-ثنائي كلورو فينوكسي الأسيتيك، والتي أدرجتها داو في مبيدات الأعشاب مثل منتج إنليست داو جنبًا إلى جنب مع الغليفوسات، وعامل يقلل الانجراف، شكل ملح الكولين من حمض 4،2-ثنائي كلورو فينوكسي الأسيتيك مبيدًا أقل تطايرًا من الحمض نفسه.